# Eno Peçi
Eno Peçi (geboren um 1982 in Tirana) ist ein albanischer Balletttänzer und Choreograf. Er lebt seit 1998 in Wien.

## Leben und Wirken
Peçi wurde als Sohn eines Offiziers geboren. Im Alter von elf Jahren wurde er an der Ballettakademie von Tirana unterrichtet. Wegen politischer Unruhen in Albanien übersiedelte er 1998 zu seiner Schwester nach Österreich und setzte seine Ausbildung an der Ballettschule der Wiener Staatsoper fort. Im Jahr 2000 wurde er Ensemblemitglied des Balletts der Wiener Staatsoper, wo er ab 2003 als Halbsolist auftrat; seit 2009 wirkte er als Solotänzer an der Staatsoper sowie an der Wiener Volksoper. Er tanzte mehrfach bei den Balletteinlagen des weltweit im Fernsehen übertragenen traditionellen Neujahrskonzertes der Wiener Philharmoniker.
2009 begann er zudem seine Arbeit als Choreograph und debütierte mit Cut bei „choreo.lab 09“ des Ballettclubs Wiener Staatsoper & Volksoper. Er schuf mehrere Choreographien für das Wiener Staatsballett und übernahm in den Jahren 2018 und 2020 die Choreographien des Staatsballetts bei der Eröffnung des Wiener Opernballs. Weitere Werke kreierte er unter anderem für das Origen Festival Cultural, die Gala des Etoiles im Grand Théâtre Luxembourg, das Wiener Burgtheater das Stanislawski-Theater in Moskau, das Juliertheater in der Schweiz (Eröffnung des Theaters 2017) und das Battett Chemnitz. 2020 fand die Premiere seines Stückes Zweisamkeit für das Győri Ballet in Győr statt. 2021 wurde am Slowenischen Nationaltheater Oper und Ballett Ljubljana sein Stück Angel zu der Musik von Alban Bergs Violinkonzert uraufgeführt. Im Rahmen von Tirana Europäische Jugendhauptstadt 2022 tanzte Peçi 2022 für das Projekt „Walzer für die Jugend“ am Skanderbegplatz in Tirana.
Peçi lebt in einer Beziehung mit der Tänzerin Dagmar Kronberger und hat einen Sohn und eine Tochter.

## Repertoire als Tänzer (Auswahl)
- Herzog Albrecht und Hilarion in Giselle (Choreographie: Elena Tschernischova)
- Prinz Florimund und Pas de quatre in Dornröschen (Choreographie: Peter Wright)
- The Main Couple in Theme and Variation von George Balanchine
- Onegin und Lenski in Onegin (Choreographie: John Cranko)
- Titelpartie in Spartakus (Choreographie: Renato Zanella)
- Espada in Don Quixote (Choreographie: Rudolf Nurejew)
- Lescaut in Manon (Choreographie: Kenneth MacMillan)
- Abderachman in Raymonda (Choreographie: Rudolf Nurejew)
- Rotbart und Gefährte des Prinzen in Schwanensee (Choreographie: Rudolf Nurejew)
- Don José in Carmen (Choreographie: Davide Bombana)
- Baron Max von Drosselberg in Der Nussknacker (Choreographie: Renato Zanella)
- Drosselmeyer in Der Nussknacker (Choreographie: Gyula Harangozó)
- Blaubart in Blaubarts Geheimnis von Stephan Thoss
- Oberon in Ein Sommernachtstraum (Choreographie: Jorma Elos)
- Adagio Hammerklavier, Live, Four Schumann Pieces und Black Cake von Hans van Manen
- Karenin in Anna Karenina und der Lehrer in Giselle Rouge von Boris Eifman
- Frédéri und Ulrich in La Chauve Souris in L’Arlésienne von Roland Petit
- A Suite of Dances, In the Night und In the Concert von Jerome Robbins
- Müller in Le Tricorne von Leonide Massine
- Potiphar in Josephs Legende, Doctor/Serge Diaghilew in Le Pavillon d’Armide, Touchstone in Wie es Euch gefällt, Monsieur Duval in Die Kameliendame und Le Sacre von John Neumeier
- The Death in Vier Letzte Lieder von Rudi van Dantzig
- The Death in Peer Gynt von Edward Clug
- Petite Mort und Bella Figura von Jiri Kylian
- Slingerland und The Second Detail von William Forsythe
- Große Fuge von Anne Teresa de Keersmaeker
- Tybalt in Romeo und Julia von John Cranko
- Arepo von Maurice Bejart
- Kazimir’s Colours und Cantata von Mauro Bigonzetti
- Fool’s Paradise von Christopher Wheeldon

## Choreografien (Auswahl)
- Origen Festival Cultural: Ereignis aus Karl's Leben (2014) Exil (2015), Jenseits (2016), Tre Fratelli und Homo Sapiens (2017) Cafe Chinois und Der Letzte Walzer (2018), Zeitraum (2019), Artus (2020)
- Gala des Etoiles im Grand Théâtre Luxembourg: Modus (2015), Opus 25 (2017) Subject (L) (2018)
- 2017: Apocalypse, Eröffnung des Juliertheaters
- 2017: Stanislawski-Theater Moskau: Déjà vu von Eno Peçi (Uraufführung)
- 2013: Herzblume, Wiener Staatsballett
- 2016: Red Ribbon Celebration Concert im Burgtheater: Orpheus und Euridike
- 2017: Petruschka, Wiener Staatsballett
- 2018+2020: Choreographien für den Wiener Opernball
- 2018: Weltstar-Gala im Wiener Volkstheater: Pas de deux „Hush“, gemeinsam getanzt mit Olga Esina
- 2019: Theater Chemnitz: Schwanensee, Inszenierung und Choreographie
- 2019: Gala D’Etoiles Internationales „Viva Maïa“ im Palais des Festivals et des Congrès in Cannes: Duo Fragment (Musik: John Perkins), gemeinsam getanzt mit Ketevan Papava
- 2019: Nationalballett des Kosovo in Pristina: Exil von Eno Peçi
- 2019: Opus 25 und sein Déjà-vu von Eno Peçi im Schloss Thalheim in Kapelln (Österreich) mit dem Choreo Center Europe & Europaballett
- 2020: Zweisamkeit für das Györi Ballett in Györ
- 2021: Theater Chemnitz: Daphnis & Chloe. Musik: Maurice Ravel
- 2021: Slowenisches Nationaltheater Oper und Ballett Ljubljana: Angel von Eno Peçi, Musik: Violinkonzert von Alban Berg (2021)
- 2023: Muzg, Uraufführung am Nationaltheater für Oper und Ballett Tirana (Teatri Kombëtar i Operas dhe Baletit - TKOB)[9]
- 2023: Choreografie Boléro von Maurice Ravel, Sommernachtskonzert 2023 der Wiener Philharmoniker[10]

## Auszeichnungen
- 2008: Ernennung zum Ehrenbotschafter der Republik Albanien[11]
- 2017: Auszeichnung The Key of Tirana[12] in Albanien
- 2018: Ritter des Skanderbeg-Ordens[13]
- 2019: Österreichische Ehrenkreuz für Wissenschaft und Kunst und Verleihung des Berufstitels Professor[14][15]
- 2023: „Premio alla Carriera“ beim Premio Capri Danza International[16]
- 2023: Am 5. Dezember erhielt Peci nach 24 Jahren beim Wiener Staatsballett einen Jubiläumsring für seine Verdienste nach so vielen Jahren beim Wiener Staatsballett.[17]
- 2025: Am 10. Mai folgte die Ehrung mit dem Premio Internazionale „Consonanze Artistiche“ im Teatro Comunale Cesare Galeotti in Pietrasanta.[18]